# خواكين أروس
خواكين أروس (بالإسبانية: Joaquín Aros)‏ هو لاعب كرة قدم تشيلي في مركز الوسط، ولد في 23 يناير 1996 في تالكاهوانو في تشيلي. لعب مع Deportes Temuco ‏.

## وصلات خارجية
- خواكين أروس على موقع قاعدة بيانات كرة القدم.إي يو (الإنجليزية)
- خواكين أروس على موقع Soccerway.com (الإنجليزية)
- خواكين أروس على موقع عالم كرة القدم.نت (الإنجليزية)
- خواكين أروس على موقع AS.com (الإسبانية)